# Das Geheimnis um Johann Orth
Das Geheimnis um Johann Orth ist ein deutsches Historienfilmdrama aus dem Jahre 1932 mit Karl Ludwig Diehl in der Titelrolle. Ellen Richter spielte die weibliche Hauptrolle, ihr Ehemann Willi Wolff führte Regie.

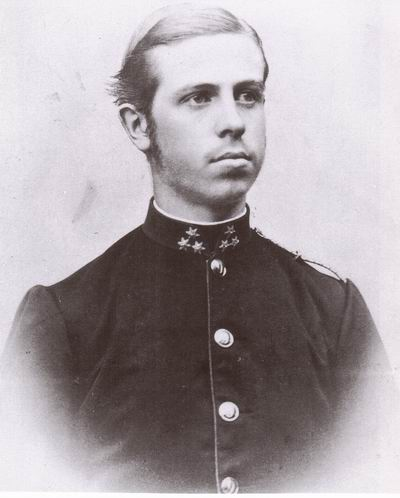
Der historische Johann Salvator, der sich zuletzt „Johann Orth“ nannte

## Handlung
Österreich-Ungarn im Jahre 1886/87. Seit fast vier Jahrzehnten regiert Kaiser Franz-Joseph mit harter Hand das Land. Zwischen ihm und dem russischen Zaren bahnen sich politische Spannungen an, da man sich nicht auf einen Kandidaten für den bulgarischen Fürstenthron einigen kann. Eine ganz reale Kriegsgefahr, die der Kaiser zu verhindern sucht, liegt in der Luft. Im Wiener Hotel Sacher beraten einige hochadelige, österreichische Jungoffiziere rund um den Kronprinzen Rudolf, ob und wie man gegen Russland militärisch losschlagen könnte. Die jungen Wiener Heißsporne favorisieren einen der Ihren für die bulgarische Königswürde: man plant, den wegen seiner freigeistigen Haltung vom Wiener Hof verbannten Johann Salvator in Sofia zu inthronisieren und damit Bulgarien der österreichischen Einflusssphäre einzuordnen.
Wie auch sein österreichischer Gegenpart Franz Joseph dürstet es auch Zar Alexander nicht nach einem Krieg, und er schickt daher den Fürsten Rostowsky mitsamt seiner sehr viel jüngeren Gattin Fürstin Olga Rostowskaja als Emissär nach Wien, um Österreich auf die realen Gefahren eines Krieges hinzuweisen. Erzherzog Johann Salvator ist von den Ideen des liberalen Kronprinzen angetan und kommt aus Linz ebenfalls nach Wien. Bald lernt er dort Fürstin Olga kennen, mit der er sich besonders gut versteht. Sie ist gebürtige Bulgarin und wird in Johann Salvators politischen Anliegen eine veritable Bundesgenossin. Dies geschieht nicht ganz uneigennützig, denn Olga erhofft sich nach dem Tode ihres Mannes eine Ehe mit dem Erzherzog. Sollte dieser den bulgarischen Thron besteigen, könnte Olga eines Tages Königin von Bulgarien werden.
Johann Salvators Herz schlägt jedoch für eine ganz andere Dame: die junge Soubrette Milly Stubel. Mit ihr zieht er sich zu einem Tête-à-Tête auf sein Schloss Orth bei Gmunden zurück. Als Fürstin Olga dort unvermutet erscheint, kommt es zu einer Eifersuchtsszene. Gekränkt rauscht die Russin davon. Ihr alter Gatte unterrichtet daraufhin Kaiser Franz-Joseph von den Plänen Rudolfs und Johann Salvators, die klar sowohl den Vorstellungen des russischen Zaren als auch denen des österreichischen Kaisers widersprechen. Daraufhin kommt es erneut zu einer schweren Auseinandersetzung zwischen dem progressiven Kaiser-Sohn Rudolf, die letztlich Anfang 1889 zu seinem Selbstmord in Mayerling führen soll, und Franz-Joseph. Johann Salvator wird ebenfalls gerügt und legt, sich von allerhöchster Stelle düpiert fühlend, noch im selben Jahr alle herrschaftlichen Titel ab. Er nennt sich fortan Johann Orth und entschwindet 1890 mit seiner Geliebten Milly aus Europa. Orths Spur verliert sich an Bord des Dreimast-Dampfers Santa Margareta, die vor der Küste Südamerikas in einem schweren Sturm untergeht.

## Produktionsnotizen
Das Geheimnis um Johann Orth entstand zwischen dem 3. und dem 21. Oktober 1932 in den Jofa-Ateliers in Berlin-Johannisthal und in Österreich (Außenaufnahmen) und wurde am 17. November 1932 in Anwesenheit des Ehepaars Wolff-Richter unter begeistertem Beifall, wie die Österreichische Film-Zeitung zu berichten wusste, in Wien uraufgeführt. Die Berliner Premiere fand am 29. November 1932 im UFA-Uraufführungstheater Kurfürstendamm statt.
Die Filmbauten schufen Hans Sohnle und Otto Erdmann. Leon Sklarz übernahm die Produktionsleitung. Willi Ernst schuf die Kostüme.
Ein Musiktitel wurde gespielt: Solang’ noch durch Wien die Donau fließt.

## Kritiken
Die Österreichische Film-Zeitung schrieb: „Ein an sich fesselnder Stoff, das Schicksal des Erzherzogs Johann Salvator, ist hier zu einem bewegten und abwechslungsreichen, höchst wirksamen Film gestaltet. (…) In dem Film, der durchwegs ausgezeichnet gespielt wird, und dessen echt Wiener Atmosphäre der Regisseur Willy Wolff unverfälscht zu verlebendigen verstand, unterstreicht besonders die urwüchsige, humorvolle Kunst Paul Hörbigers die Wiener Note, die auch Gretl Theimer als Milly Stubel richtig trifft. Mit vornehmer Zurückhaltung spielt Ellen Richter die Rolle der Fürstin Rostowska …“.
Die New York Times bezeichnete den Film bei seiner US-Premiere 1936 als „well-made and entertaining“ (gut gemacht und unterhaltsam) und stellte eine harmonische Melange aus Fakten und Fiktion fest.